# 霍氏淵麗魚
霍氏淵麗魚，為輻鰭魚綱鱸形目隆頭魚亞目慈鯛科的其中一種，分布於非洲坦干伊喀湖流域，體長可達27.2公分，棲息在中底層水域，成群活動，以魚類為食，生活習性不明，可作為觀賞魚。

## 擴展閱讀
維基物種上的相關：霍氏淵麗魚